# Rackersöd
Rackersöd ist ein Gemeindeteil der Gemeinde Malgersdorf im niederbayerischen Landkreis Rottal-Inn.

## Geografie und Verkehrsanbindung
Die Einöde Rackersöd ist über die Bundesstraße 20 und die Kreisstraße PAN 36 „Döttenau“ an das Straßennetz angeschlossen.